# يوسف ختك
محمد يوسف خان ختك (18 نوفمبر 1917 – 29 يوليو 1991) المعروف باسم يوسف ختك، كان سياسيًا باكستانيًا ومثقفًا يساريًا ومحاميًا وناشطًا بارزًا في حركة باكستان من خيبر بختونخوا.
على الرغم من كونه عضوًا مؤسسًا في رابطة مسلمي عموم الهند، فقد شارك بنشاط سياسي من خلال حزب الشعب الباكستاني ذي التوجه اليساري، وشغل منصب وزير البترول في حكومة رئيس الوزراء ذو الفقار علي بوتو. كان رجل دولة وشيخًا مُبجلًا من قبل الباكستانيين ومثَّل باكستان في مؤتمرات دولية مختلفة خلال حياته السياسية. توفي يوسف ختك في 29 يوليو 1991 في إسلام أباد بعد مرض طويل.